# 近藤香
近藤 香（こんどう　かおり、1989年3月23日 - ）は、福岡県出身の、日本人の女子柔道選手である。階級は48kg級。身長153cm。血液型はO型。組み手は右組み。段位は初段。得意技は一本背負投。現在は日本生命に所属。

## 人物
小学校3年の時に近所で不審者を見かけたことがきっかけで、いざという時に備えて柔道を始めた。沖学園中学3年の時に、全国中学校柔道大会の44kg級決勝で相原中学2年の中村美里に有効で敗れたものの2位となった。
沖学園高校時代はこれといった実績はなかったが、帝京大学3年の時に学生体重別48kg級決勝で、ジュニア時代からのライバルである浅見八瑠奈を7度目の対戦にして初めて破り優勝した。その後講道館杯で3位に入ると、グランドスラム・東京では準決勝で山岸絵美を破るが、決勝で当時の世界チャンピオンである福見友子に敗れて2位となった。
2010年に入ると、世界ランキング上位選手によって争われるワールドマスターズに出場して、初戦でフランスのフレデリック・ジョシネに一本勝ち、準決勝でも伊部尚子を破って決勝まで進むものの、浅見に有効2つを取られて2位に終わった。その後、10月の学生体重別で2連覇を果たすと、続く全日本学生柔道体重別団体優勝大会の準決勝では世界チャンピオンである山梨学院大学の浅見を技ありで破った。11月の講道館杯では準決勝で山岸を破ると、決勝でも浅見相手に優勢に試合を進めていたが、GSで技ありを取られて2位に終わった。
2011年は体重別の準決勝で浅見に敗れるが、ユニバーシアードでは優勝を果たした。

## 戦績
- 2003年 -　全国中学校柔道大会　2位
- 2007年 -　アジアジュニア　優勝
- 2007年 -　学生体重別　3位
- 2008年 -　ロシアジュニア国際　3位
- 2008年 -　学生体重別　2位
- 2009年 -　ベルギー国際柔道大会　3位
- 2009年 -　学生体重別　優勝
- 2009年 -　講道館杯　3位
- 2009年 -　グランドスラム・東京　2位
- 2009年 -　ワールドカップ・スウォン　優勝
- 2010年 -　ワールドマスターズ　2位
- 2010年 -　ワールドカップ・ソフィア　7位
- 2010年 -　学生体重別　優勝
- 2010年 -　全日本学生柔道体重別団体優勝大会　2位
- 2010年 -　講道館杯　2位
- 2010年 -　グランドスラム・東京　2位
- 2011年 -　ワールドカップ・オーバーヴァルト　優勝
- 2011年 -　体重別　3位
- 2011年 -　ユニバーシアード　個人戦　優勝　団体戦　優勝
- 2017年 -　実業個人選手権　3位

(出典、JudoInside.com)